# Schloss Schlossberg
Das abgegangene Schloss Schlossberg, nach der alten Flurbezeichnung auch Schloss Redeben genannt, liegt nahe dem Dorf Empertsreut, einem Gemeindeteil des niederbayrischen Marktes Perlesreut im Landkreis Freyung-Grafenau. Der Burgstall liegt etwa 140 m südsüdöstlich von Empertsreut.
Die Anlage wird als Bodendenkmal unter der Aktennummer D-2-7246-0004 im Bayernatlas als „untertägige Befunde im Bereich des verebneten mittelalterlichen Burgstalls und des abgegangenen frühneuzeitlichen Hofmarkschlosses ‚Schloßberg‘ oder ‚Redeben‘ bei Empertsreut“ geführt.

## Beschreibung
Die aus der zweiten Hälfte des 11. Jahrhunderts stammende Höhenburg bzw. das spätere Hofmarkschloss wurde auf einem nach Westen zur Wolfsteiner Ohe abfallenden Geländerücken errichtet. Durch einen noch schwach ausgeprägten Halsgraben wird ein Burgareal von 60 m in der Länge und 20 m Breite herausgetrennt. Der an den Halsgraben anschließende Innenraum überragt an seinem Fuß den vorderen Teil der Anlage um 1,5 m, diese fällt bis zur vorderen Randböschung um 1,5 m ab. Eine Randbewehrung der Anlage oder obertägige Bebauungsspuren sind nicht mehr vorhanden.